# قائمة القلاع الصليبية

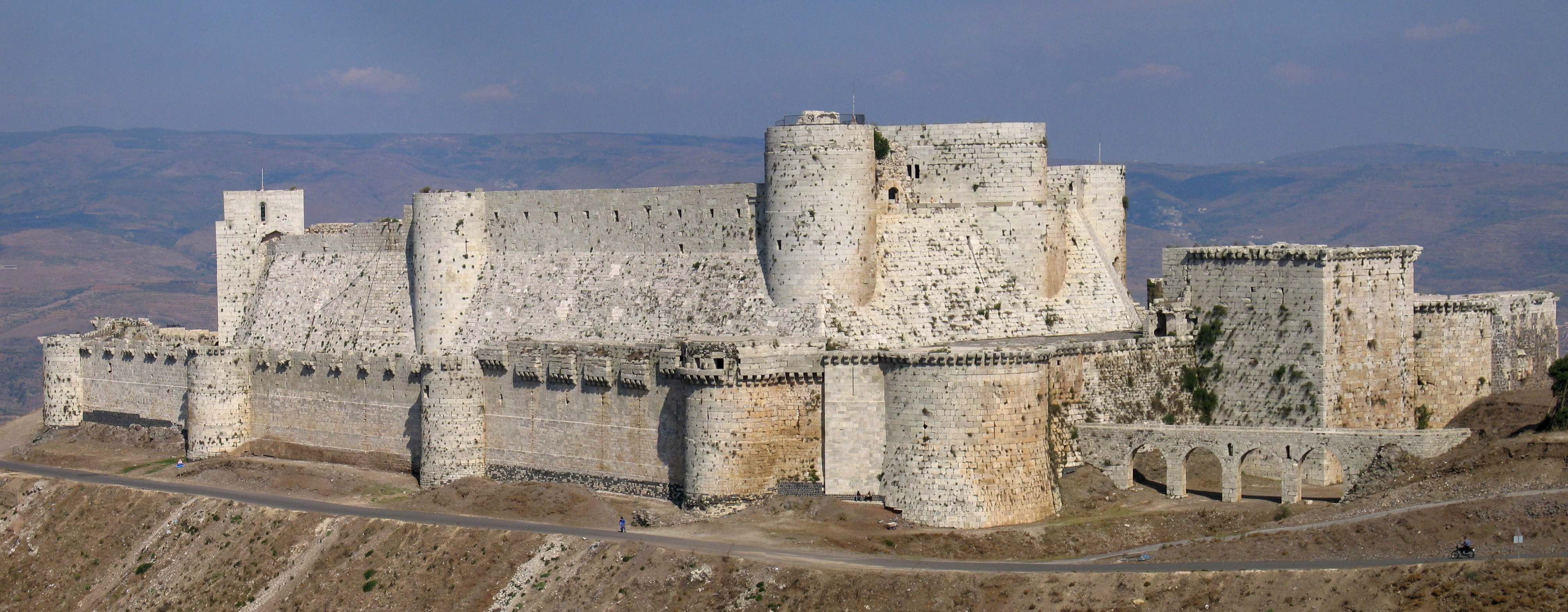
قلعة الحصن، أحد مواقع التراث العالمي.

هذه قائمة بالقلاع الواقعة في منطقتي الشرق الأوسط وشرق المتوسط، التي أسسها الصليبيون أو احتلوها أثناء حملاتهم على الشرق.

## الأردن

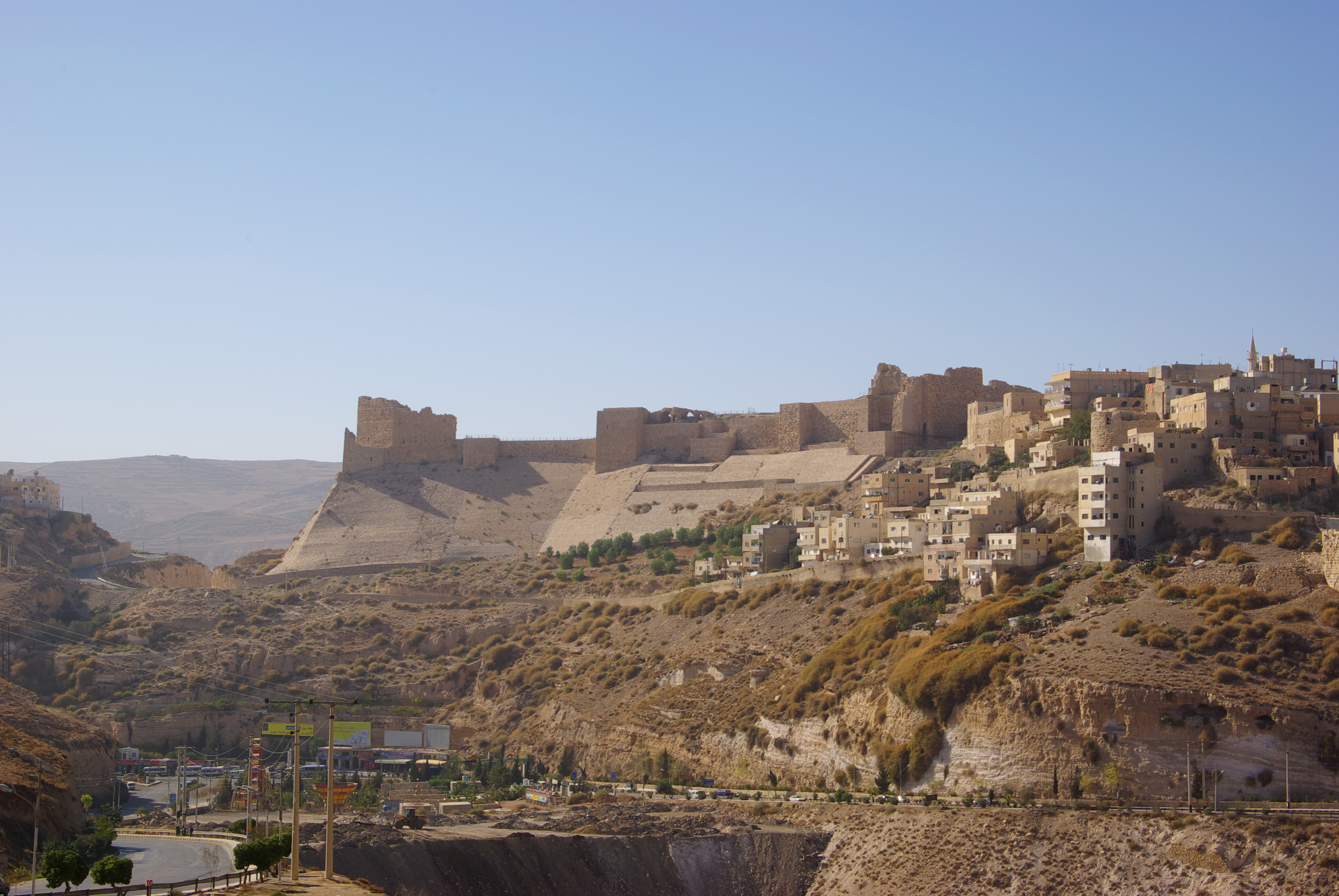
حصن الكرك

- حصن الكرك
- قلعة مونتريال
- قلعة وادي موسى

## سوريا

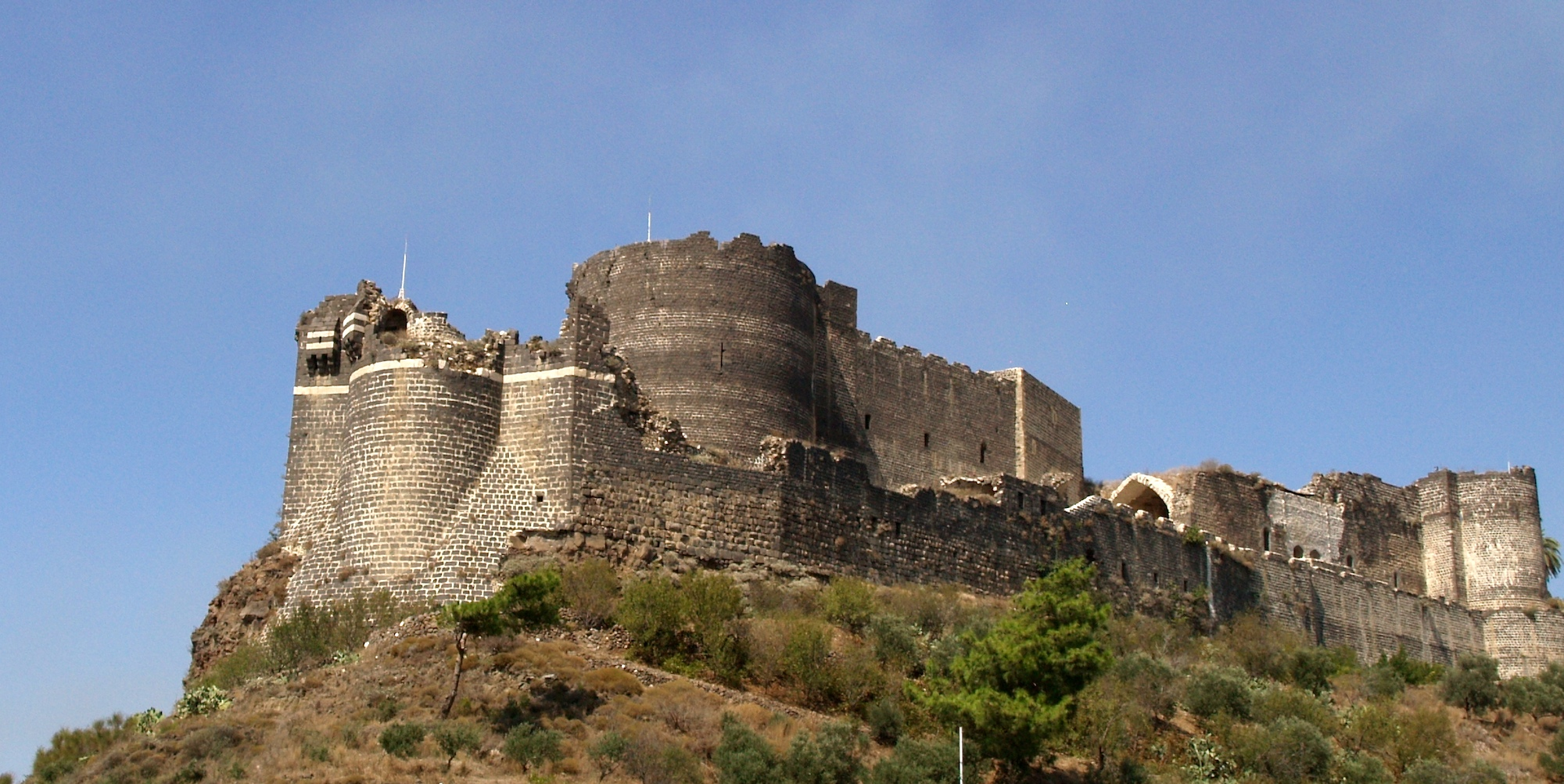
أطلال قلعة المرقب

- برج صافيتا
- قلعة الحصن (حمص)
- قلعة صلاح الدين الأيوبي
- قلعة المرقب
- قلعة مصياف

## فلسطين
- قلعة أرسوف
- قلعة بلفوار
- قلعة بلفير
- قلعة أتيرت
- قلعة عكا
- قلعة بيسان
- قلعة قيصرية
- قلعة كفر لام
- قلعة بيت جبرين
- كاسال دي بلان
- كاسال إمبير
- كاستيلوم ريجيس
- شاستيليه
- قلعة عتليت
- لو ديتروا
- قلعة اللطرون
- قلعة مونفور
- برج القلعة
- قلعة صفورية

## قبرص

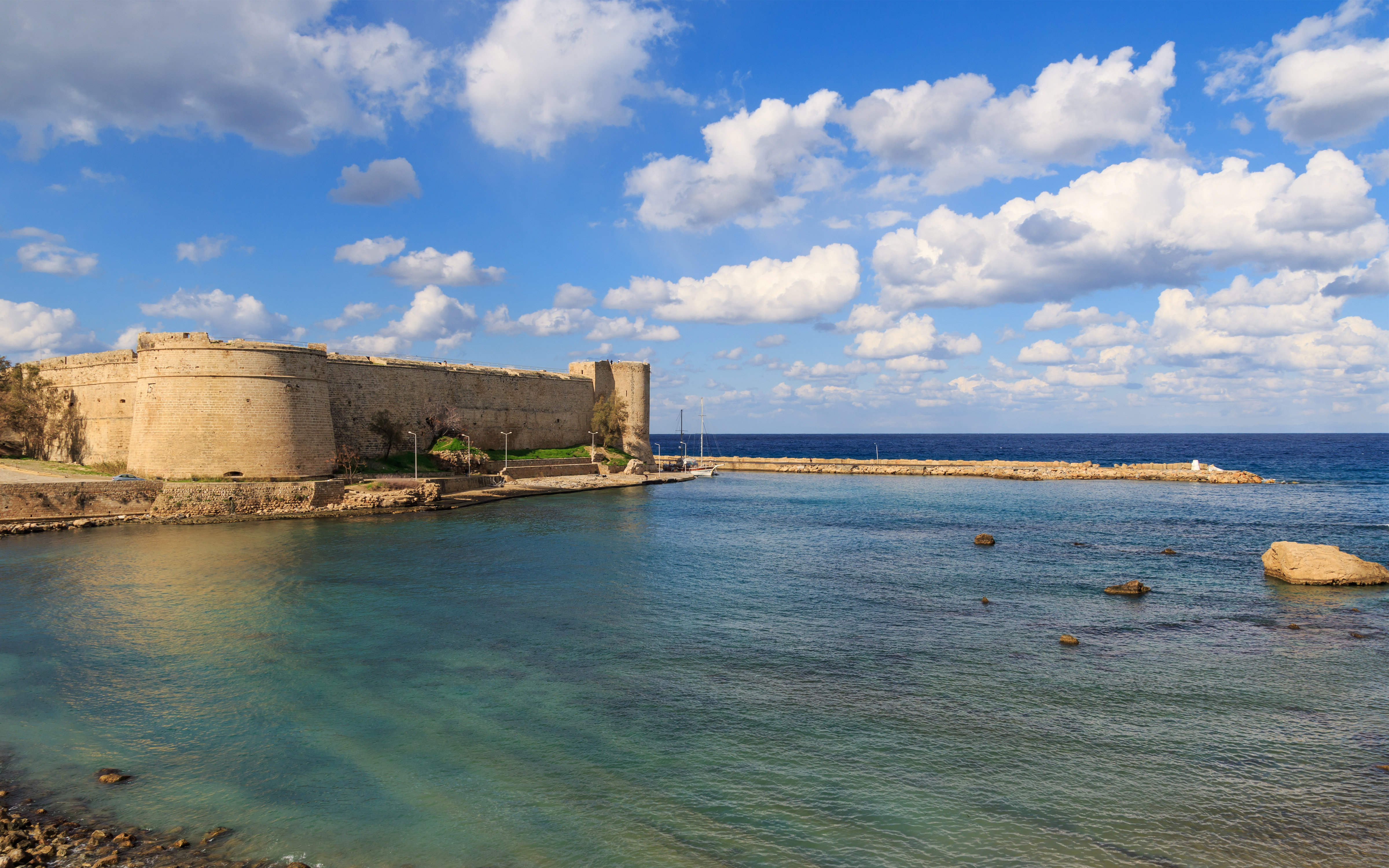
قلعة غرنة

- قلعة بافوس
- قلعة بوفافنتو
- قلعة سانت هيلاريون
- قلعة غرنة
- قلعة فاماغوستا
- قلعة كانتارا
- قلعة كولوسي
- قلعة لارنكا
- قلعة ليماسول

## لبنان
- قلعة تبنين
- قلعة جبيل
- قلعة الشقيف
- قلعة صيدا
- قلعة طرابلس
- قلعة المسيلحة